# Santa Claus Conquers the Martians
Santa Claus Conquers the Martians este un film SF american din 1964 regizat de Nicholas Webster. În rolurile principale joacă actorii Pia Zadora, Charles G. Renn, Doris Rich.

## Prezentare
Marțienii, suparăți deoarece copiii lor au devenit obsedați de emisiuni TV de pe Pământ care preamăresc virtuțile lui Moș Crăciun, pornesc o expediție spre Pământ ca să-l răpească pe Moș Crăciun. În timp ce sunt pe Pământ, ei răpesc doi copii plini de viață care conduc grupul de marțieni la Polul Nord unde se află Moșul. Marțienii îl iau pe Moș Crăciun și cei doi copii înapoi pe planeta Marte cu ei. Voldar, un marțian foarte morocănos, încearcă să-i țină la distanță pe copii și pe Moș Crăciun, dar conducătorul lor, Lomas, îl oprește. Când ajung pe Marte, Moș Crăciun, cu ajutorul celor doi copii de pe Pământ, aduc numai distracție, fericire și bucurie de Crăciun pentru copiii de pe Marte.

## Actori
- John Call este Moș Crăciun
- Leonard Hicks este Kimar
- Vincent Beck este Voldar
- Bill McCutcheon este Dropo
- Victor Stiles este Billy
- Donna Conforti este Betty
- Chris Month este Bomar
- Pia Zadora este Girmar
- Leila Martin  este Momar
- Charles Renn este Hargo
- James Cahill este Rigna
- Ned Wertimer este Andy Henderson
- Doris Rich este Crăciunița
- Carl Don este Chochem / Von Green
- Ivor Bodin este Winky